# Spencer St. John
Spenser Saint-John (22 décembre 1825 - 3 janvier 1910) fut Consul Général du Royaume-Uni au Brunei, gouverneur de Labuan (île cédée aux Anglais par le Sultan de Brunei en 1846) de 1852 à 1856 et secrétaire de James Brooke (1803-1868), le premier des Rajahs blancs du Sarawak (N. rajah fut nommé en son honneur). 

## Biographie
Spenser Saint-John explora Bornéo de 1848 à 1861. Un des pics du Mont Kinabalu, St. John's Peak (4 091 m), porte son nom. 
Depuis 1883, il a été nommé Ministre à la Légation Britannique au Mexique pendant le gouvernement du général Porfirio Diaz. Il a aidé à la restauration des relations entre le Royaume-Uni et le Mexique, qui étaient cassées depuis l'intervention française au Mexique.
En 1884, il publie un mémoire sur son expérience de consul à Haïti.